# Paul Biligha
Paul Stephane Lionel Biligha (Perugia, 31 maggio 1990) è un cestista italiano con cittadinanza camerunese, centro del Derthona Basket.

## Biografia
Suo padre studiava all'Università per stranieri di Perugia, città in cui è stato poi raggiunto dalla madre di Paul. La famiglia è tornata in Camerun quando Paul aveva circa 9 anni, quindi nuovamente in Italia, a Firenze.
Dal 2009 al 2011 ha frequentato l'istituto di scuola superiore A. Cesaris di Casalpusterlengo (LO).
Nella primavera 2020 si è laureato in scienze e tecnologie applicate in agraria.

## Carriera

### Club
Ha iniziato a giocare a Firenze intorno ai 16 anni di età. Inizialmente, tuttavia, poteva solo allenarsi con le giovanili, senza poter fare partite ufficiali dato che non aveva i quattro anni di formazione richiesti dal regolamento dell'epoca. Approdato nelle giovanili dell'Unione Cestistica Casalpusterlengo, nella stagione 2008-2009 è stato ceduto in prestito al Verolanuova in Serie C regionale. Tornato a Casalpusterlengo, ha disputato 11 partite della Legadue 2009-2010 per poi trasferirsi, sempre in prestito, alla Pallacanestro Crema in Serie C Dilettanti.
Ha disputato la Serie A Dilettanti 2010-2011 con la Pallacanestro Pavia, facendo definitivamente ritorno a Casalpusterlengo nel 2011, prendendo così parte alla DNA 2011-2012.
Nell'estate 2012 è stato acquistato dalla Felice Scandone Avellino, con cui ha fatto il suo esordio in Serie A. Viene, poi, riconfermato per la stagione seguente. Nel 2014 si trasferisce al Basket Ferentino.
Il 26 giugno 2015 torna in Serie A firmando un contratto biennale con la Vanoli Cremona. Nel giugno 2016 prolunga fino al giugno 2018 con la società lombarda.. Il 9 luglio 2017 passa alla Reyer Venezia. Il 22 luglio del 2019 firma un contratto triennale con l'Olimpia Milano.
Il 29 luglio 2023 rescinde con la squadra meneghina per firmare un contratto annuale a Trento

### Nazionale
Biligha ha disputato l'edizione 2010 dei FIBA EuroBasket Under 20, con la maglia dell'Italia under 20. In 8 incontri (e 196 minuti) giocati, ha messo a referto 47 punti.
Nel 2017 disputa le qualificazioni e le fasi finali dei Campionati Europei arrivando fino ai quarti di finale dove la nazionale viene battuta il 13 settembre dalla Serbia.

## Statistiche

### Cronologia presenze e punti in nazionale
| Cronologia completa delle presenze e dei punti in Nazionale - Italia | Cronologia completa delle presenze e dei punti in Nazionale - Italia | Cronologia completa delle presenze e dei punti in Nazionale - Italia | Cronologia completa delle presenze e dei punti in Nazionale - Italia | Cronologia completa delle presenze e dei punti in Nazionale - Italia | Cronologia completa delle presenze e dei punti in Nazionale - Italia | Cronologia completa delle presenze e dei punti in Nazionale - Italia | Cronologia completa delle presenze e dei punti in Nazionale - Italia |
| Data                                                                 | Città                                                                | In casa                                                              | Risultato                                                            | Ospiti                                                               | Competizione                                                         | Punti                                                                | Note                                                                 |
| -------------------------------------------------------------------- | -------------------------------------------------------------------- | -------------------------------------------------------------------- | -------------------------------------------------------------------- | -------------------------------------------------------------------- | -------------------------------------------------------------------- | -------------------------------------------------------------------- | -------------------------------------------------------------------- |
| 30/07/2017                                                           | Trento                                                               | Italia                                                               | 66 - 57                                                              | Paesi Bassi                                                          | Torneo amichevole                                                    | 7                                                                    | [ 11 ]                                                               |
| 09/08/2017                                                           | Cagliari                                                             | Italia                                                               | 74 - 68                                                              | Finlandia                                                            | Amichevole                                                           | 5                                                                    | [ 12 ]                                                               |
| 11/08/2017                                                           | Cagliari                                                             | Italia                                                               | 75 - 70                                                              | Finlandia                                                            | Torneo amichevole                                                    | 2                                                                    | [ 13 ]                                                               |
| 13/08/2017                                                           | Cagliari                                                             | Italia                                                               | 73 - 53                                                              | Turchia                                                              | Torneo amichevole                                                    | 3                                                                    | [ 14 ]                                                               |
| 18/08/2017                                                           | Tolosa                                                               | Montenegro                                                           | 66 - 67                                                              | Italia                                                               | Torneo amichevole                                                    | 2                                                                    | [ 15 ]                                                               |
| 19/08/2017                                                           | Tolosa                                                               | Belgio                                                               | 80 - 60                                                              | Italia                                                               | Torneo amichevole                                                    | 8                                                                    | [ 16 ]                                                               |
| 20/08/2017                                                           | Tolosa                                                               | Francia                                                              | 88 - 63                                                              | Italia                                                               | Torneo amichevole                                                    | 8                                                                    | [ 17 ]                                                               |
| 23/08/2017                                                           | Atene                                                                | Serbia                                                               | 73 - 65                                                              | Italia                                                               | Torneo Acropolis 2017                                                | 0                                                                    | [ 18 ]                                                               |
| 24/08/2017                                                           | Atene                                                                | Grecia                                                               | 73 - 70 dts                                                          | Italia                                                               | Torneo Acropolis 2017                                                | 4                                                                    | [ 19 ]                                                               |
| 25/08/2017                                                           | Atene                                                                | Georgia                                                              | 65 - 73                                                              | Italia                                                               | Torneo Acropolis 2017                                                | 0                                                                    | [ 20 ]                                                               |
| 31/08/2017                                                           | Tel Aviv                                                             | Israele                                                              | 48 - 69                                                              | Italia                                                               | EuroBasket 2017 - Fase a gironi                                      | 0                                                                    | [ 21 ]                                                               |
| 02/09/2017                                                           | Tel Aviv                                                             | Ucraina                                                              | 66 - 78                                                              | Italia                                                               | EuroBasket 2017 - Fase a gironi                                      | 3                                                                    | [ 22 ]                                                               |
| 03/09/2017                                                           | Tel Aviv                                                             | Lituania                                                             | 78 - 73                                                              | Italia                                                               | EuroBasket 2017 - Fase a gironi                                      | 0                                                                    | [ 23 ]                                                               |
| 05/09/2017                                                           | Tel Aviv                                                             | Germania                                                             | 61 - 55                                                              | Italia                                                               | EuroBasket 2017 - Fase a gironi                                      | 2                                                                    | [ 24 ]                                                               |
| 06/09/2017                                                           | Tel Aviv                                                             | Georgia                                                              | 69 - 71                                                              | Italia                                                               | EuroBasket 2017 - Fase a gironi                                      | 4                                                                    | [ 25 ]                                                               |
| 09/09/2017                                                           | Istanbul                                                             | Finlandia                                                            | 57 - 70                                                              | Italia                                                               | EuroBasket 2017 - Ottavi                                             | 6                                                                    | [ 26 ]                                                               |
| 13/09/2017                                                           | Istanbul                                                             | Italia                                                               | 67 - 83                                                              | Serbia                                                               | EuroBasket 2017 - Quarti                                             | 4                                                                    | [ 27 ]                                                               |
| 24/11/2017                                                           | Torino                                                               | Italia                                                               | 75 - 70                                                              | Romania                                                              | Qual. Mondiali 2019                                                  | 4                                                                    | [ 28 ]                                                               |
| 26/11/2017                                                           | Zagabria                                                             | Croazia                                                              | 64 - 80                                                              | Italia                                                               | Qual. Mondiali 2019                                                  | 4                                                                    | [ 29 ]                                                               |
| 23/02/2018                                                           | Treviso                                                              | Italia                                                               | 80 - 62                                                              | Paesi Bassi                                                          | Qual. Mondiali 2019                                                  | 4                                                                    | [ 30 ]                                                               |
| 26/02/2018                                                           | Cluj-Napoca                                                          | Romania                                                              | 50 - 101                                                             | Italia                                                               | Qual. Mondiali 2019                                                  | 4                                                                    | [ 31 ]                                                               |
| 28/06/2018                                                           | Trieste                                                              | Italia                                                               | 72 - 78                                                              | Croazia                                                              | Qual. Mondiali 2019                                                  | 6                                                                    | [ 32 ]                                                               |
| 01/07/2018                                                           | Groninga                                                             | Paesi Bassi                                                          | 81 - 66                                                              | Italia                                                               | Qual. Mondiali 2019                                                  | 2                                                                    | [ 33 ]                                                               |
| 07/09/2018                                                           | Amburgo                                                              | Rep. Ceca                                                            | 87 - 80                                                              | Italia                                                               | Torneo amichevole                                                    | 4                                                                    | [ 34 ]                                                               |
| 08/09/2018                                                           | Amburgo                                                              | Germania                                                             | 62 - 71                                                              | Italia                                                               | Torneo amichevole                                                    | 0                                                                    | [ 35 ]                                                               |
| 14/09/2018                                                           | Bologna                                                              | Italia                                                               | 101 - 82                                                             | Polonia                                                              | Qual. Mondiali 2019                                                  | 2                                                                    | [ 36 ]                                                               |
| 17/09/2018                                                           | Debrecen                                                             | Ungheria                                                             | 63 - 69                                                              | Italia                                                               | Qual. Mondiali 2019                                                  | 11                                                                   | [ 37 ]                                                               |
| 29/11/2018                                                           | Brescia                                                              | Italia                                                               | 70 - 65                                                              | Lituania                                                             | Qual. Mondiali 2019                                                  | 6                                                                    | [ 38 ]                                                               |
| 02/12/2018                                                           | Danzica                                                              | Polonia                                                              | 94 - 78                                                              | Italia                                                               | Qual. Mondiali 2019                                                  | 4                                                                    | [ 39 ]                                                               |
| 22/02/2019                                                           | Varese                                                               | Italia                                                               | 75 - 41                                                              | Ungheria                                                             | Qual. Mondiali 2019                                                  | 8                                                                    | [ 40 ]                                                               |
| 25/02/2019                                                           | Klaipėda                                                             | Lituania                                                             | 86 - 73                                                              | Italia                                                               | Qual. Mondiali 2019                                                  | 9                                                                    | [ 41 ]                                                               |
| 30/07/2019                                                           | Trento                                                               | Italia                                                               | 88 - 60                                                              | Romania                                                              | Torneo amichevole                                                    | 2                                                                    | [ 42 ]                                                               |
| 31/07/2019                                                           | Trento                                                               | Italia                                                               | 69 - 58                                                              | Costa d'Avorio                                                       | Torneo amichevole                                                    | 4                                                                    | [ 43 ]                                                               |
| 08/08/2019                                                           | Verona                                                               | Italia                                                               | 111 - 54                                                             | Senegal                                                              | Torneo amichevole                                                    | 8                                                                    | [ 44 ]                                                               |
| 09/08/2019                                                           | Verona                                                               | Italia                                                               | 70 - 72                                                              | Russia                                                               | Torneo amichevole                                                    | 2                                                                    | [ 45 ]                                                               |
| 10/08/2019                                                           | Verona                                                               | Italia                                                               | 72 - 54                                                              | Venezuela                                                            | Torneo amichevole                                                    | 12                                                                   | [ 46 ]                                                               |
| 16/08/2019                                                           | Atene                                                                | Grecia                                                               | 83 - 63                                                              | Italia                                                               | Torneo Acropolis 2019                                                | 11                                                                   | [ 47 ]                                                               |
| 17/08/2019                                                           | Atene                                                                | Italia                                                               | 64 - 96                                                              | Serbia                                                               | Torneo Acropolis 2019                                                | 6                                                                    | [ 48 ]                                                               |
| 18/08/2019                                                           | Atene                                                                | Italia                                                               | 70 - 72                                                              | Turchia                                                              | Torneo Acropolis 2019                                                | 4                                                                    | [ 49 ]                                                               |
| 23/08/2019                                                           | Shenyang                                                             | Italia                                                               | 65 - 71                                                              | Serbia                                                               | Torneo amichevole                                                    | 0                                                                    | [ 50 ]                                                               |
| 25/08/2019                                                           | Shenyang                                                             | Italia                                                               | 80 - 82                                                              | Francia                                                              | Torneo amichevole                                                    | 2                                                                    | [ 51 ]                                                               |
| 26/08/2019                                                           | Anshan                                                               | Italia                                                               | 82 - 88                                                              | Nuova Zelanda                                                        | Torneo amichevole                                                    | 2                                                                    | [ 52 ]                                                               |
| 31/08/2019                                                           | Foshan                                                               | Italia                                                               | 108 - 62                                                             | Filippine                                                            | Mondiali 2019 - 1ª fase a gironi                                     | 8                                                                    | [ 53 ]                                                               |
| 02/09/2019                                                           | Foshan                                                               | Italia                                                               | 92 - 61                                                              | Angola                                                               | Mondiali 2019 - 1ª fase a gironi                                     | 3                                                                    | [ 54 ]                                                               |
| 04/09/2019                                                           | Foshan                                                               | Italia                                                               | 77 - 92                                                              | Serbia                                                               | Mondiali 2019 - 1ª fase a gironi                                     | 0                                                                    | [ 55 ]                                                               |
| 06/09/2019                                                           | Wuhan                                                                | Italia                                                               | 60 - 67                                                              | Spagna                                                               | Mondiali 2019 - 2ª fase a gironi                                     | 6                                                                    | [ 56 ]                                                               |
| 08/09/2019                                                           | Wuhan                                                                | Italia                                                               | 94 - 89 dts                                                          | Porto Rico                                                           | Mondiali 2019 - 2ª fase a gironi                                     | 10                                                                   | [ 57 ]                                                               |
| 24/02/2022                                                           | Hafnarfjörður                                                        | Islanda                                                              | 107 - 105 dts                                                        | Italia                                                               | Qual. Mondiali 2023                                                  | 9                                                                    | [ 58 ]                                                               |
| 27/02/2022                                                           | Bologna                                                              | Italia                                                               | 95 - 87                                                              | Islanda                                                              | Qual. Mondiali 2023                                                  | 6                                                                    | [ 59 ]                                                               |
| 04/07/2022                                                           | Almere                                                               | Paesi Bassi                                                          | 81 - 92                                                              | Italia                                                               | Qual. Mondiali 2023                                                  | 10                                                                   | [ 60 ]                                                               |
| 12/08/2022                                                           | Bologna                                                              | Italia                                                               | 78 - 79 dts                                                          | Francia                                                              | Amichevole                                                           | 4                                                                    | [ 61 ]                                                               |
| 16/08/2022                                                           | Montpellier                                                          | Francia                                                              | 100 - 68                                                             | Italia                                                               | Amichevole                                                           | 6                                                                    | [ 62 ]                                                               |
| 19/08/2022                                                           | Amburgo                                                              | Italia                                                               | 86 - 90                                                              | Serbia                                                               | Torneo amichevole                                                    | 2                                                                    | [ 63 ]                                                               |
| 20/08/2022                                                           | Amburgo                                                              | Italia                                                               | 96 - 80                                                              | Rep. Ceca                                                            | Torneo amichevole                                                    | 0                                                                    | [ 64 ]                                                               |
| 24/08/2022                                                           | Riga                                                                 | Ucraina                                                              | 89 - 97                                                              | Italia                                                               | Qual. Mondiali 2023                                                  | 4                                                                    | [ 65 ]                                                               |
| 27/08/2022                                                           | Brescia                                                              | Italia                                                               | 91 - 84                                                              | Georgia                                                              | Qual. Mondiali 2023                                                  | 0                                                                    | [ 66 ]                                                               |
| 02/09/2022                                                           | Milano                                                               | Italia                                                               | 83 - 62                                                              | Estonia                                                              | EuroBasket 2022 - Fase a gironi                                      | 2                                                                    | [ 67 ]                                                               |
| 03/09/2022                                                           | Milano                                                               | Grecia                                                               | 85 - 81                                                              | Italia                                                               | EuroBasket 2022 - Fase a gironi                                      | 0                                                                    | [ 68 ]                                                               |
| 05/09/2022                                                           | Milano                                                               | Ucraina                                                              | 84 - 73                                                              | Italia                                                               | EuroBasket 2022 - Fase a gironi                                      | 0                                                                    | [ 69 ]                                                               |
| 06/09/2022                                                           | Milano                                                               | Italia                                                               | 81 - 76                                                              | Croazia                                                              | EuroBasket 2022 - Fase a gironi                                      | 0                                                                    | [ 70 ]                                                               |
| 08/09/2022                                                           | Milano                                                               | Italia                                                               | 90 - 56                                                              | Gran Bretagna                                                        | EuroBasket 2022 - Fase a gironi                                      | 8                                                                    | [ 71 ]                                                               |
| 11/09/2022                                                           | Berlino                                                              | Serbia                                                               | 86 - 94                                                              | Italia                                                               | EuroBasket 2022 - Ottavi                                             | 0                                                                    | [ 72 ]                                                               |
| 14/09/2022                                                           | Berlino                                                              | Francia                                                              | 93 - 85 dts                                                          | Italia                                                               | EuroBasket 2022 - Quarti                                             | 0                                                                    | [ 73 ]                                                               |
| 11/11/2022                                                           | Pesaro                                                               | Italia                                                               | 84 - 88 dts                                                          | Spagna                                                               | Qual. Mondiali 2023                                                  | 10                                                                   | [ 74 ]                                                               |
| 14/11/2022                                                           | Tbilisi                                                              | Georgia                                                              | 84 - 85                                                              | Italia                                                               | Qual. Mondiali 2023                                                  | 11                                                                   | [ 75 ]                                                               |
| 23/02/2023                                                           | Livorno                                                              | Italia                                                               | 85 - 75                                                              | Ucraina                                                              | Qual. Mondiali 2023                                                  | 0                                                                    | [ 76 ]                                                               |
| Totale                                                               |                                                                      | Presenze                                                             | 66                                                                   |                                                                      | Punti                                                                | 278                                                                  |                                                                      |

## Palmarès

### Club

#### Competizioni nazionali
- Campionato italiano: 3

Reyer Venezia: 2018-19
Olimpia Milano: 2021-2022, 2022-2023
- Supercoppa italiana: 1

Olimpia Milano: 2020
- Coppa Italia: 2

Olimpia Milano: 2021, 2022

#### Competizioni internazionali
- FIBA Europe Cup: 1

Reyer Venezia: 2017-18